# Erich Traub
Pour les articles homonymes, voir Traub.
Erich Traub, né le 27 juin 1906 et mort le 18 mai 1985, est un vétérinaire, scientifique et virologue allemand spécialisé dans la fièvre aphteuse, la peste bovine et la maladie de Newcastle. Il est membre du Nationalsozialistisches Kraftfahrkorps (NSKK), un corps d'automobilistes nazis, de 1938 à 1942. Il travaille directement pour Heinrich Himmler, chef du Schutzstaffel (SS), en tant que chef de laboratoire de la principale installation d'armes biologiques des nazis sur l'île de Riems.
Traub est exfiltré de la zone soviétique d'Allemagne après la Seconde Guerre mondiale et emmené aux États-Unis en 1949 dans le cadre du programme du gouvernement américain Opération Paperclip destiné à exploiter les connaissances scientifiques d'après-guerre en Allemagne, en en privant de ce fait l'Union soviétique.

## Carrière

### Début de carrière et guerre
Au cours des années 1930, Erich Traub bénéficie d'une bourse du Rockefeller Institute for Medical Research à Princeton dans le New Jersey pour mener des recherches sous la direction de Richard Shope sur les vaccins et les virus, y compris le virus de la pseudorage et le virus de la chorioméningite lymphocytaire (LCM),,. Pendant son séjour aux États-Unis, sa femme et lui sont identifiés comme membres du Bund germano-américain, un club pro-nazi situé à une cinquantaine de km à l'ouest de Plum Island à Yaphank sur Long Island, de 1934 à 1935.
Traub travaille à l'Université de Giessen, en Allemagne, de 1938 à 1942. Il est membre du NSKK nazi, un corps d'automobilistes, de 1938 à 1942. Le NSKK est condamné, mais non déclaré organisation criminelle lors du procès de Nuremberg.
De 1942 à 1948, Traub travaille comme chef de laboratoire à l'Institut de recherche du Reich sur les maladies virales des animaux (en allemand : Reichsforschungsanstalt für Viruskrankheiten der Tiere) sur l'île de Riems (en allemand : Insel Riems), un institut allemand de recherche sur les virus animaux situé en mer Baltique, connu ensuite sous le nom de Institut Friedrich-Loeffler. L'institut est alors dirigé par le Pr Dr Otto Waldmann (de) de 1919 à 1948, tandis que Traub en est le vice-président.
L'institut de l'Île de Riems est une installation à double usage, où certaines expériences de guerre biologique sont menées. Il avait été fondé en 1909-1910 pour étudier la fièvre aphteuse chez les animaux. Au cours de la Seconde Guerre mondiale, l'institut emploie environ 20 scientifiques et comprend un effectif de 70 à 120 personnes. Hanns-Christoph Nagel, vétérinaire et expert en guerre biologique pour l'armée allemande, y mène des expériences, tout comme Traub.
L'institut est administré par le ministère de l'Intérieur (Innenministerium), dont le Reichsführer-SS Heinrich Himmler reprend la direction en 1943. La chaîne de commandement se compose de Himmler, le Dr Leonardo Conti (responsable de la santé du Reich), Kurt Blome, Waldmann, puis Traub. Ce dernier se spécialise dans les maladies virales et bactériennes. Il est assisté par Anna Bürger, qui est également acheminée aux États-Unis après la guerre, pour travailler sur le programme de guerre biologique de l' US Navy.
Sur ordre de Himmler et Blome, responsable adjoint de la santé du Reich et chef du programme allemand de guerre biologique, Traub travaille à l'utilisation militaire du virus de la fièvre aphteuse, lequel aurait été dispersé par avion sur du bétail et des rennes en Russie. En 1944, Blome envoie Traub chercher une souche du virus de la peste bovine en Turquie. À son retour, cette souche s'est toutefois avérée inactive (non virulente), en conséquence de quoi les plans de production de la peste bovine sont reportés.

### Après la guerre
Immédiatement après la guerre, Erich Traub se retrouve dans la zone d'occupation soviétique de l'Allemagne. Il est forcé de travailler pour les Soviétiques depuis son laboratoire sur l'Île de Riems. En juillet 1948, les Britanniques évacuent Traub, le considérant comme une « cible hautement prioritaire du renseignement » et craignant qu'il ne participe au programme de guerre biologique soviétique. Traub a réfuté cela, affirmant que son seul intérêt était la fièvre aphteuse chez les animaux.
Traub est amené aux États-Unis en 1949 dans le cadre du programme Opération Paperclip du gouvernement américain, destiné à exploiter les connaissances scientifiques en Allemagne et à les refuser à l'Union soviétique. De 1949 à 1953, il fut associé au Naval Medical Research Center de Bethesda, Maryland.
Quelques mois après le début de son contrat pour l'opération Paperclip, Erich Traub est invité à rencontrer des scientifiques américains de Fort Detrick, le quartier général de la guerre biologique de l'armée, à Frederick, dans le Maryland. En tant qu'autorité allemande réputée sur les virus, il est invité à consulter leur programme de lutte contre les maladies animales du point de vue de la guerre biologique. Traub évoque les travaux effectués à l'Institut de recherche du Reich sur les maladies virales des animaux sur l'île de Riems pendant la Seconde Guerre mondiale pour les nazis, et des travaux effectués après la guerre pour les Russes. Traub donne une explication détaillée de l'opération secrète à l'Institut et de ses activités là-bas. Ces informations servent de base au Centre de maladies des animaux de Plum Island (en).
Ses recherches publiées lors de son séjour aux États-Unis rapportent des travaux sur les maladies non directement liées à la guerre bactériologique. En 1951, il rédige un rapport pour le Naval Medical Research Institute sur le virus de la maladie de Newcastle dans les cellules sanguines de poulet et de mammifères. Deux ans plus tard, il publie un article pour l'US Navy sur les mécanismes de l'immunité à la maladie de Newcastle chez les poulets et le rôle possible des facteurs cellulaires. Toujours en 1953, il publie un autre article pour l'US Navy avec Worth I. Capps sur le virus de la fièvre aphteuse et les méthodes d'adaptation rapide.
Traub est expert en fièvre aphteuse pour la FAO de l'ONU à Bogota en Colombie, de 1951 à 1952, à Téhéran en Iran, de 1963 à 1967, et à Ankara en Turquie, de 1969 à 1971.

### Retour en Allemagne

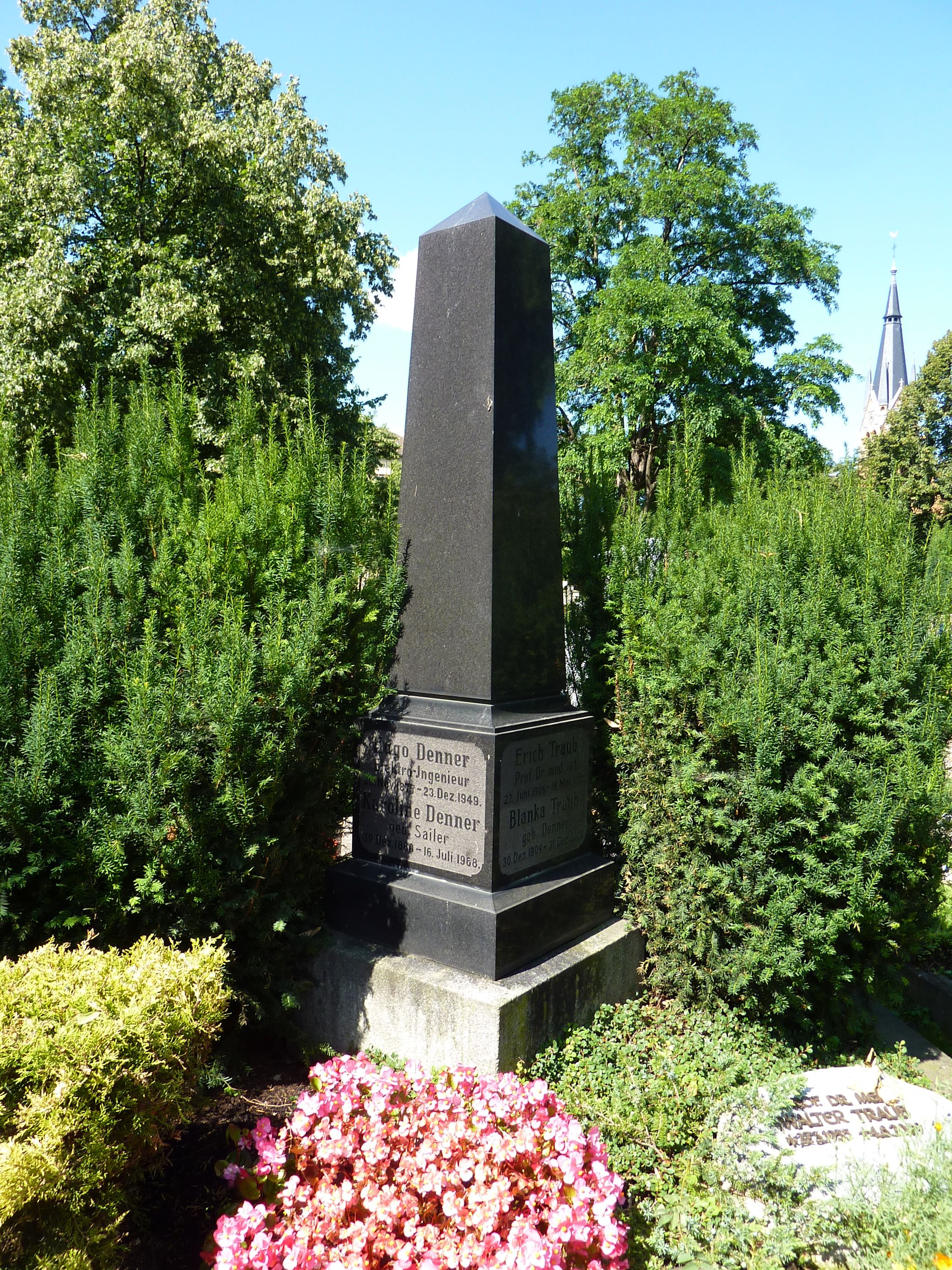
Pierre tombale.

Après avoir travaillé sur la recherche biologique pour l'US Navy de 1949 à 1953, Traub retourne en Allemagne et fonde une nouvelle branche de i'Institut Loeffler (de) à Tübingen, qu'il dirige de 1953 à 1963. En 1960, Traub démissionne de son poste de directeur à Tübingen en raison d'un scandale lié à des accusations de détournement de fonds. Il poursuit toutefois des recherches limitées en laboratoire pendant trois années supplémentaires, puis termine sa carrière à Tübingen.
En 1964, Traub publie une étude pour les laboratoires biologiques de l'armée à Frederick, Maryland, sur l'immunité contre l'encéphalomyélite équine de l'Est (EEE) chez la souris blanche et sa relation avec la chorioméningite lymphocytaire (LCM), qui était depuis longtemps un de ses sujets de recherche principaux.
Il prend sa retraite de la fonction publique ouest-allemande en 1971. En 1972, à l'occasion du 500e anniversaire de l'Université Ludwig Maximilian de Munich, Traub reçoit un doctorat honorifique en médecine vétérinaire pour ses réalisations en virologie fondamentale et appliquée (recherche fondamentale sur la LCM ; définition et diagnostic des souches types de fièvre aphteuse et de leurs variantes ; mise au point de vaccins adsorbés contre la peste aviaire, la maladie de Teschen du porc et l'érysipèle du porc).
Le 18 mai 1985, Traub meurt dans son sommeil en Allemagne de l'Ouest. Il avait soixante-dix-huit ans.

## Recherche sur les armes biologiques
En théorie, les insectes de tous types, en particulier les espèces qui piquent, peuvent être utilisés comme vecteurs de maladies dans un programme de guerre biologique. L'Allemagne, le Japon, la Grande-Bretagne, la Russie et les États-Unis ont tous mené des expériences dans ce sens pendant la Seconde Guerre mondiale, et les Japonais ont utilisé de telles maladies transmises par les insectes contre des soldats et des civils en Chine. C'est l'une des raisons pour lesquelles le président Franklin Roosevelt et le secrétaire à la Guerre Henry Stimson ordonnèrent la création d'un programme américain de guerre biologique en 1942, dont le siège était à Camp Detrick dans le Maryland. Celui-ci s'est finalement transformé en une très grande installation s'étendant sur 245 bâtiments pour un budget de 60 millions de dollars, y compris un département des armes entomologiques qui a produit en masse des mouches, des poux et des moustiques comme vecteurs de maladies. Bien que l'installation britannique d'armes biologiques de Porton Down se soit concentrée sur la production de bombes à l'anthrax, elle a également mené des expériences sur les insectes en tant que vecteurs.
Après la guerre, le 406e laboratoire médical général de l'armée au Japon coopéra avec d'anciens scientifiques de l'Unité 731 pour expérimenter de nombreux vecteurs (insectes différents), y compris les poux, les mouches, les moustiques, les tiques, les puces, les araignées et les coléoptères pour transporter une grande variété de maladies, du choléra à la méningite. À Fort Detrick à la fin des années 1940, Theodor Rosebury (en) accordait aussi une très grande valeur aux insectes vecteurs, et sa division entomologique disposait d'au moins trois armes à vecteurs d'insectes prêtes à être utilisées d'ici 1950. Certains d'entre eux ont ensuite été testés au Dugway Proving Ground dans l'Utah et auraient également été utilisés pendant la guerre de Corée.
Traub visita le Centre de maladies des animaux de Plum Island (en) (PIADC) à New York à au moins trois reprises dans les années 1950. L'installation de Plum Island, gérée par le ministère de l'Agriculture, a mené des recherches sur la fièvre aphteuse du bétail, l'un des domaines d'expertise de Traub. Traub s'est vu offrir un poste de direction à Plum Island en 1958, qu'il a officiellement refusé. Il a été allégué que les États-Unis ont effectué des recherches sur les armes biologiques à Plum Island.
Fort Terry sur Plum Island faisait partie du programme américain de guerre biologique en 1944-1946, travaillant sur des tests vétérinaires en relation avec la militarisation de la brucellose. Après la guerre, les recherches sur les armes biologiques se sont poursuivies à Pine Bluff dans l'Arkansas et à Fort Detrick, dans le Maryland, tandis qu'officiellement au moins, Plum Island fut transféré au département américain de l'Agriculture. À partir de 1949, Plum Island a également mené des travaux sur les armes biologiques contre les animaux et le bétail, telles que la fièvre aphteuse, la peste bovine, la maladie de Newcastle, la peste porcine africaine et la peste et le paludisme chez les oiseaux. Les travaux de recherche de Traub à partir de la Seconde Guerre mondiale ont impliqué au moins les trois premiers d'entre eux (tous dangereux uniquement pour les espèces animales non humaines).